# Kanton Bovenden
Der Kanton Bovenden bestand von 1807 bis 1813 im Distrikt Göttingen (Departement der Leine, Königreich Westphalen) und wurde durch das Königliche Decret vom 24. Dezember 1807 gebildet. Der Kanton war von den Umstruktierungen des Distrikts zur endgültigen Festsetzung des Zustands der Gemeinden im Departement der Leine vom 16. Juni 1809 betroffen. Der Ort Angerstein kam hinzu und die Gemeinden wurden in der unten stehenden Form neu organisiert.

## Gemeinden
- Flecken Bovenden
- Oberbillingshausen, Eddigehausen, Holzerode, Reyershausen (Reichershausen) und Spanbeck

ab 1809
- Flecken Bovenden mit Plackkrug
- Eddigehausen und Reyershausen (Reershausen) mit Meyerhof Dippoldshausen
- Oberbillingshausen
- Heisebeck und Arenborn
- Spanbeck
- Holzerode mit Hessendreischer und Trugkrug
- Angerstein (neu)